# Incertella bispina
Incertella bispina är en tvåvingeart som först beskrevs av Malloch 1918.  Incertella bispina ingår i släktet Incertella och familjen fritflugor. Inga underarter finns listade i Catalogue of Life.